# Akron (Iowa)

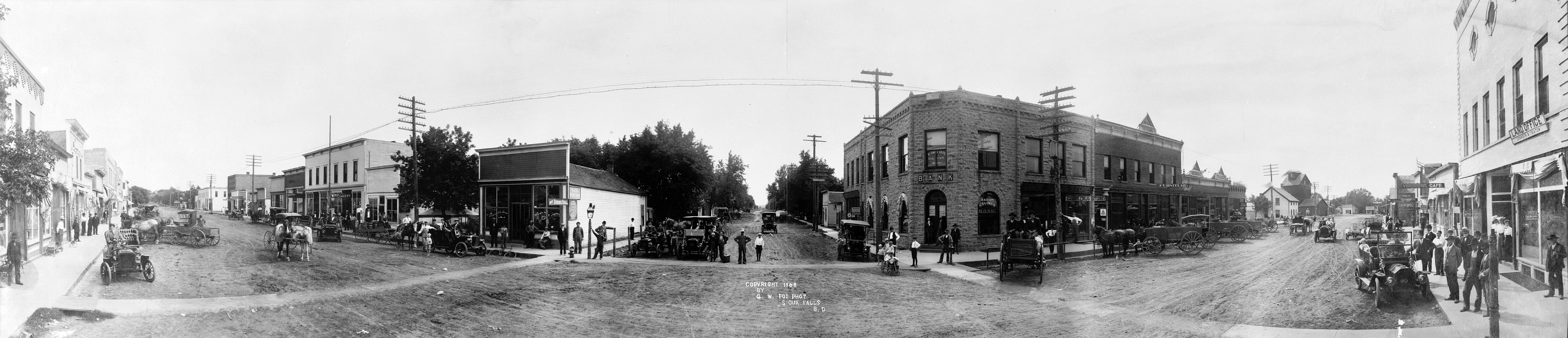
Une vue de la rue Reed à la rue Second à Akron, 1908

Pour les articles homonymes, voir Akron.
Akron est une ville américaine située dans le comté de Plymouth dans l’État de l'Iowa. En 2010, sa population est de 1 486 habitants.

## Source de la traduction
- (en) Cet article est partiellement ou en totalité issu de l’article de Wikipédia en anglais intitulé « Akron, Iowa » (voir la liste des auteurs).